# Aventinus Silvius

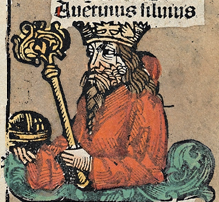
Darstellung von Aventinus Silvius in der Schedelschen Weltchronik von 1493

Aventinus Silvius ist in der römischen Mythologie ein Nachkomme von Aeneas und zwölfter König von Alba Longa.
Sein Vorgänger war Romulus Silvius.
Er regierte 37 Jahre lang. Legt man die von Dionysios von Halikarnassos angegebenen Regierungszeiten mit einer Rückrechnung vom traditionellen Jahr der Gründung Roms zugrunde, so entspricht das den Jahren 856 bis 819 v. Chr.
Nach ihm soll der Aventinische Hügel in Rom benannt sein.
Sein Nachfolger war Proca.